# تساگانچولوت (زاوخان)
تساگانچولوت (به لاتین: Tsagaanchuluut) یک منطقهٔ مسکونی در مغولستان است که در استان زوخان واقع شده‌است.